# Jordana
Jordana je žensko osebno ime.

## Izvor imena
Ime Jordana je različica moškega osebnega imena Jordan.

## Pogostost imena
Po podatkih Statističnega urada Republike Slovenije je bilo na dan 31. decembra 2007 v Sloveniji število ženskih oseb z imenom Jordana: 37.